# Novo Plaza
Novo Plaza je obchodní centrum, které se nachází v městské části Praha 4 v Braníku v ulici Novodvorská. Novo Plaza byla otevřena 22. března 2006. Uvnitř několikapatrového objektu o rozloze 36 700 m² se nachází hypermarket Tesco a přibližně 80 dalších obchodů, restaurací, kaváren a služeb. Dříve zde fungoval bowling, kulečníková herna, diskotéka i casino a první tři roky po otevření (mezi lety 2006 až 2008) také pětisálové multikino Cinema City, které zavřelo kvůli nízké návštěvnosti.

## Historie
Obchodní centrum otevřelo 22. března 2006 pod názvem Novodvorská Plaza. V roce 2019 byl dokončen prodej centra a současným majitelem je Bluehouse Capital.
V roce 2020 prošlo obchodní centrum 1. fází rozsáhlé rekonstrukce a modernizace. Došlo také ke změně názvu obchodního centra na OC Novo Plaza.
V druhé polovině ledna se rozjela 2. fáze prací a úprav na centru. Úpravy byly dokončené v roce 2021.

## Služby
Seznam služeb v obchodním centru platný k roku 2020.

#### Doprava
- MHD: zastávky Sídliště Novodvorská, Jílovská
- Parkování: podzemní garáže, venkovní parkoviště s vyznačenými místy pro motocykly
- Vyhrazená parkovací místa pro rodiny s dětmi a osoby s omezením pohybu
- Bezbariérový přístup
- Dobíjecí stanice elektromobilů ČEZ[6]

Služby pro návštěvníky
- Přes 80 obchodů, restaurací, kaváren a služeb
- Hypermarket Tesco
- Lékárna
- Pobočky bank, pojišťoven, cestovních kanceláří i mobilních operátorů
- Opravy obuvi a výroba klíčů
- Opravna oděvů
- Čistírna
- Automyčka Express[7]
- Dětská herna
- Fitness

#### Zdraví
- Defibrilátor
- Lékárnička první pomoci a ošetřovna (u ostrahy centra)
- Moje Ambulance
- Lékárna